# ぼくを苦悩させるさまざまな怪物たち
『ぼくを苦悩させるさまざまな怪物たち』（ぼくをくのうさせるさまざまなかいぶつたち 英語訳：MY DEAR VARIOUS DISTURBING MONSTERS）は、日本のロックバンド、ザ・コレクターズのメジャー3作目のオリジナル・アルバム。

## 概要
テイチクエンタテインメントのBAIDISレーベルからリリースされた。従来のロックだけでなく、「ロック・オペラ」にも挑戦した作品である。
本作は、2004年にザ・コレクターズのアルバム11作品が紙ジャケット仕様でリマスタリングされ、再発売された中の1つである。再発盤にはボーナストラックが3曲収められている。収録時間は通常盤の54分に対し、再発盤は72分にもわたる。また、初リリース時より長らく「MONSTARS」と誤植されていた英題がようやく「MONSTERS」に修正された。

## 収録曲
- 全曲作詞・作曲：加藤ひさし

1. まぼろしのパレード
2. ご機嫌いかが?おしゃべりオウム君
3. ぼくはプリズナー345号
4. あの娘は電気磁石
読み方は「あのこはエレクトリックマグネット」
5. 太陽が昇るまえに
6. 恋の3Dメガネ
7. スーパー・ソニック・マン
8. 占い師
9. CHEWING GUM
この曲がコンサートにて演奏される際、オーディエンスがステージに向かってチューインガムを投げる演出が定番となっている。
10. アーリー・イン・ザ・モーニング
11. ぼくを苦悩させるさまざまな怪物たちのオペラ
  1. 物語のはじまり
  2. 恋のドクター
  3. 怪物
  4. ぼくはキャリバン
  5. 太陽はぼくのもの
12. CHAЯY・GOЯDONのうた (ダニエル・キイスと白ネズミ“アルジャーノン”にありったけのぼくの愛を)

紙ジャケット
紙ジャケット再発盤ボーナス・トラック
1. まぼろしのパレード (LIVE)
2. ぼくはプリズナー345号 (LIVE)
3. ぼくを苦悩させるさまざまな怪物たちのオペラ (LIVE)